# Outsideinside
Outsideinside je druhé album skupiny Blue Cheer, vydané v srpnu 1968 v Philips Records.

## Seznam skladeb

### Strana 1
1. "Feathers from Your Tree" (Peterson, Stevens, Wagner) – 3:29
2. "Sun Cycle" (Peterson, Stevens, Wagner) – 4:12
3. "Just a Little Bit" (Peterson) – 3:24
4. "Gypsy Ball" (Peterson, Stevens) – 2:57
5. "Come and Get It" (Peterson, Stevens, Wagner) – 3:13

### Strana 2
1. "Satisfaction" (Jagger/Richards) – 5:05
2. "The Hunter" (Booker T. Jones, et al.) – 4:22
3. "Magnolia Caboose Babyfinger" (Peterson, Stevens) – 1:38 (Instrumental)
4. "Babylon" (Peterson) – 4:22

### Bonusové skladby (CD verze 2003)
"Fortunes" (Peterson) – 2:20

## Sestava
- Dickie Peterson – basová kytara, zpěv
- Paul Whaley – bicí
- Leigh Stephens – elektrická kytara